# 共同申報準則
共同申報準則（英語：Common Reporting Standard，简称：CRS；共同申報及盡職審查準則），是受二十国集团 （G20）委托，于2014年7月15日由经济合作与发展组织（OECD）制定用于金融账户信息互换（英語：Automatic Exchange of Financial Account Information，简称：AEOI）的标准。其資訊交換的法源是“多边税收征管互助公约”，而概念是來自美國的美国海外账户税收合规法（FATCA）。若二國均已簽署共同申報準則，需主動提供二國稅務居民的帳務資料以供對方的稅務機關交換，因此可避免及打击藉由离岸银行帳戶跨境避稅的問題。已有百余个国家加入CRS。
2017年底，OECD官方更新参与实施CRS国家的时间表。2017年交换信息的国家有49个、2018年交换的有53个、2019年交换的1个、2020年交换的2个，还有41个发展中国家还未确定第一次交换的时间。

## 过程简介

### “标准”制定
金融账户涉税信息自动交换的“标准”由主管当局间协议范本和统一报告标准两部分内容组成：
- 主管当局间协议范本是以互惠性模式为基础，规范各国税务主管当局之间如何开展金融账户涉税信息自动交换的操作性文件，分为双边和多边两个版本。
- 统一报告标准规定了金融机构收集和报送外国税收居民个人和企业账户信息的相关要求和程序。

### 金融账户涉税信息收集
首先由一国金融机构调查识别另一国税收居民个人和企业在该机构开设的账户，按年向金融机构所在国主管部门报送账户持有人的个人金融涉税信息。
接下来该国税务主管当局与账户持有人的居民国税务主管当局开展信息交换。目的是为各国及地区进行跨境税源监管提供信息支持。

## 中國大陆
2014年9月中国在G20财政部长和央行行长会议上承诺实施CRS标准，此后中国在法律上相应地进行了准备，包括2015年7月通过的《多边税收征管互助公约》、2015年12月签署的《金融账户涉税信息自动交换多边主管当局间协议》、2017年5月发布的《非居民金融账户涉税信息尽职调查管理办法》。
2017年7月开始至年底，各大金融机构对新账户以及存量个人高净值账户（也就是截至2017年6月底的、总金额超100万美元的金融账户）完成调查，并将所得信息于2018年5月底前报送国家税务局。
2018年9月，中国首次对外交换非居民金融账户涉税信息时间，同时74个国家也会将中国税收居民在该国金融账户信息交与中国。根据计划个金融机构须在2018底之前完成对存量个人低净值账户和全部存量机构账户的调查。
2018年8月27日，中国正式签署“税收事务行政公约”，视自金融账户信息互换为新的全球标准。

## 台灣
台灣財政部在2017年8月起陸續出爐了《金融機構執行共同申報及盡職審查作業辦法》草案及正式稿以後，获得了報章媒體的大篇幅報導。

## 外部連結
- Automatic Exchange of Information portal （页面存档备份，存于） OECD
- Standard for Automatic Exchange of Financial Account Information in Tax Matters, Second Edition （页面存档备份，存于） OECD
- List of signatories with implementation date. （页面存档备份，存于） OECD
- Full country table with CRFS implementation status （页面存档备份，存于） OECD
- Full current bilateral exchange agreements within CRS （页面存档备份，存于） OECD
- https://www.jwcpas.com.tw/publicationsBook3-show2.php?book3p_id=255&b3t=18 （页面存档备份，存于）